# Winner Take All (film, 1924)
Pour les articles homonymes, voir Winner Take All.
Pour plus de détails, voir Fiche technique et Distribution.
Winner Take All est un film américain réalisé par W. S. Van Dyke, sorti en 1924.

## Fiche technique
- Réalisation : W. S. Van Dyke
- Scénario : Ewart Adamson d'après le roman Winner Take All de Larry Evans[1]
- Producteur : William Fox
- Photographie : Joseph Brotherton, E. D. Van Dyke
- Genre : Mélodrame[2]
- Distributeur : Fox Film Corporation
- Pays de production :  États-Unis
- Durée : 60 minutes
- Date de sortie : 12 octobre 1924

## Distribution
- Buck Jones : Perry Blair
- Peggy Shaw : Cecil Manners
- Edward Hearn : Jack Hamilton
- Lilyan Tashman : Felicity Brown
- William Bailey : Jim Devereaux
- Ben Deeley : Charles Dunham
- Tom O'Brien : Dynamite Galloway